# マット・ベイノン・リース
マット・ベイノン・リース（Matt Beynon Rees、1967年 - ）は、イギリスの作家。南ウェールズ・ニューポート生まれ。

## 経歴
オックスフォード大学、メリーランド大学カレッジパーク校で学んだ。
1996年より、ジャーナリストとして中東の記事を書くようになり、2000年6月から2006年1月までタイム誌のエルサレム支局長を務める。
2004年、ノンフィクション「Cain's Field: Faith, Fratricide, and Fear in the Middle East」を発表。2007年、初めて挑んだフィクション「ベツレヘムの密告者」で英国推理作家協会主宰のCWA賞最優秀新人賞（ジョン・クリーシー・ダガー賞）を受賞し、12ヶ国語に翻訳、14カ国で刊行され、アメリカ合衆国のニューヨーク・タイムズ、イギリスのインデペンデント、フランスのフィガロなど、各国のメディアに絶賛された。
以後、同作の主人公「オマー・ユセフ」シリーズを刊行しており、全7作を予定しているという。

## 作品リスト
- ベツレヘムの密告者　The Collaborator of Bethlehem[5]（2007年）
  - 2009年6月10日発行、ランダムハウス講談社文庫、翻訳：小林淳子、ISBN 978-4-270-10300-5
- A Grave in Gaza（2008年） 日本語訳未刊
- The Samaritan's Secret（2009年） 日本語訳未刊
- The Fourth Assassin（2010年） 日本語訳未刊